# VGLY (serie de televisión)
VGLY es una serie de televisión mexicana producida por Exile Content Studio, Asco Media y Warner Bros. Television y distribuida por la plataforma HBO Max. El 5 de julio de 2023, HBO Max anunció oficialmente la segunda temporada.

## Sinopsis
Narra la lucha de un grupo de amigos –Vgly, Data, Bubble y Flex– por destacar en el competitivo mundo de la música urbana mexicana.

## Reparto
- Benny Emmanuel como Vgly
- Sasha González como Data
- Juan Daniel García Treviño como Flex
- Alejandro Lago como Bubble
- Natanael Cano como Lil Vato
- Darío Yazbek Bernal como Doctor Mendieta
- Joshua Okamoto como Trippy Bacha
- Emilio Cuaik como Walter
- Norma Pablo como Norma
- Santiago Espejo como Santi
- Isaac Bravo como Trojans
- Jesica Vite como Triana
- Olivia Lagunas como Jenny
- Norma Reyna como Marimix
- Shula Ponce de León como Wendy
- Yatzini Aparicio como iO
- Fabián Merlo como Edwin
- Carlos Segura como Takoshi
- Vitter Leija como Sucio
- Fabián Mora como Jefe Niño
- Bruno Fuentes como Rich
- Phanie Molina como Esther
- Cid Vela como Ceviches

## Lista de episodios
| Temporada | Episodio | Título                        | Dirigido por       | Escrito por                                      | Fecha de estreno     |
| --------- | -------- | ----------------------------- | ------------------ | ------------------------------------------------ | -------------------- |
| 1         | 1        | Los tres brosqueteros         | Sebastián Sariñana | Marcos Bucay & Sebastián Sariñana                | 25 de mayo del 2023  |
| 1         | 2        | Rad Bunny                     | Sebastián Sariñana | Marcos Bucay, Sebastián Sariñana & Fernando Rasé | 25 de mayo del 2023  |
| 1         | 3        | Yung Jo                       | Santiago Fábregas  | Santiago Espejo & Fernando Rasé                  | 25 de mayo del 2023  |
| 1         | 4        | Momentum                      | Santiago Fábregas  | Sebastián Sariñana                               | 25 de mayo del 2023  |
| 1         | 5        | Aguas con el mame             | Santiago Fábregas  | Gabriela Guraieb                                 | 25 de mayo del 2023  |
| 1         | 6        | Big Hongo                     | Sebastián Sariñana | Jaime Muñoz de Baena                             | 25 de mayo del 2023  |
| 1         | 7        | Mi barrio me respalda         | Sebastián Sariñana | Santiago Espejo & Fernando Rasé                  | 25 de mayo del 2023  |
| 1         | 8        | Free Ugly                     | Cris Gris          | Gabriela Guraieb                                 | 1 de junio del 2023  |
| 1         | 9        | El corrido del Ceviches       | Cris Gris          | Jaime Muñoz de Baena                             | 1 de junio del 2023  |
| 1         | 10       | Wassup Tribbies               | Cris Gris          | Sebastián Sariñana                               | 8 de junio del 2023  |
| 1         | 11       | Narcisista como Playboi Carti | Sebastián Sariñana | Gabriela Guraieb & Fernando Rasé                 | 8 de junio del 2023  |
| 1         | 12       | Angelito                      | Sebastián Sariñana | Santiago Espejo & Jaime Muñoz de Baena           | 15 de junio del 2023 |
| 1         | 13       | Tlaxcala sí existe            | Sebastián Sariñana | Sebastián Sariñana                               | 15 de junio del 2023 |

## Recepción

### Premios y nominaciones
| Año  | Premio       | Categoría                         | Nominado(s)                                                                                               | Resultado | Ref(s)      |
| ---- | ------------ | --------------------------------- | --- | --------- | ----------- |
| 2024 | Premios Aura | Mejor serie de drama              | VGLY | Ganadora  | [ 3 ] [ 4 ] |
| 2024 | Premios Aura | Mejor actuación en serie de drama | Benny Emmanuel                                                                                            | Nominado  | [ 3 ] [ 4 ] |
| 2024 | Premios Aura | Mejor actuación secundaria        | Juan Daniel García                                                                                        | Nominado  | [ 3 ] [ 4 ] |
| 2024 | Premios Aura | Mejor elenco                      | VGLY | Nominado  | [ 3 ] [ 4 ] |
| 2024 | Premios Aura | Mejor producción ejecutiva        | Arturo Sampson, Isabel López Polanco, Santiago Espejo y Sebastián Sariñana                                | Ganadores | [ 3 ] [ 4 ] |
| 2024 | Premios Aura | Mejor escritor / escritores       | Sebastián Sariñana, Fernando Rasé, Marcos Bucay, Santiago Espejo, Gabriela Guraieb y Jaime Muñoz de Baena | Ganadores | [ 3 ] [ 4 ] |
| 2024 | Premios Aura | Mejor dirección                   | Sebastián Sariñana, Santiago Fábregas y Cris Gris                                                         | Nominados | [ 3 ] [ 4 ] |
| 2024 | Premios Aura | Mayor impacto                     | VGLY | Nominada  | [ 3 ] [ 4 ] |